# Postum

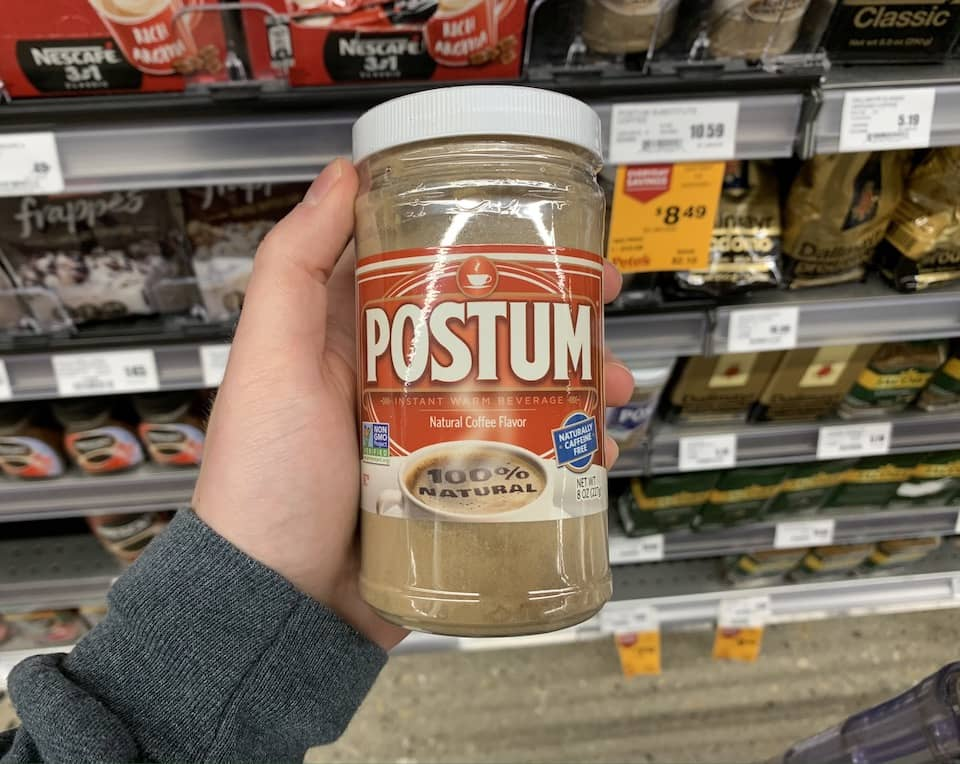
Kawa zbożowa „Postum”

Postum – amerykańska kawa zbożowa produkowana przez Kraft Foods do 2007 roku, od maja 2012 marka w portfolio Eliza’s Quest Food. Postum zostało wprowadzone na rynek w 1895 roku przez C. W. Posta, właściciela firmy Postum Cereal Company (firma zmieniła później nazwę na „General Foods”, która została kupiona przez Kraft Foods), jako zdrowsza, niezawierająca kofeiny alternatywa dla kawy.